# AGC Biologics
AGC Biologics A/S (tidligere CMC Biologics) er en dansk medicinalvirksomhed der blev grundlagt i 2001 af seks tidligere medarbejdere fra Novo Nordisk og Novozymes. I december 2016 blev virksomheden opkøbt af Asahi Glass, og i januar 2018 blev virksomheden samlet med to andre dattervirksomheder under navnet AGC Biologics.
AGC Biologics er en kontraktfremstiller af proteinbaserede antistoffer, enzymer og andre farmaceutiske ingredienser, fremstillet via. mikrobiologisk fermentering. Virksomheden er godkendt i overensstemmelse med Good Manufacturing Practice (GMP) af bl.a. Lægemiddelstyrelsen.